# 貴儀
貴儀是中國後宮嬪御等級之一，始見於中國北宋。
宋真宗乾兴元年（1022年）置貴儀，为皇帝之妾内命妇之一，属“嫔”，正二品。在太儀之下，在淑仪、淑容、顺仪、顺容、婉仪之上。宋神宗的林贤妃、欽慈陳皇后都被追赠貴儀。